# Pietro Maria IV de' Rossi
Pietro Maria IV de' Rossi, marchese di San Secondo (San Secondo Parmense, 1620 – Farfengo (Grumello Cremonese ed Uniti), 1653), è stato un condottiero italiano del XVI secolo, settimo marchese  e dodicesimo conte di San Secondo.

## Biografia
Figlio di Federico I de' Rossi e di Orsina Piepoli e confuso dalle fonti con il figlio primogenito di Federico, anch'egli di nome Pietro Maria, morto prematuramente, successe al fratellastro Troilo IV alla guida del marchesato nel 1635.
Proseguì nella linea politica del fratello Troilo di alleanza con la Spagna, rimanendo al comando di una compagnia d'arme dello stato di Milano. Ciò causò il fatto che la sua carica di marchese di San Secondo restasse puramente formale dal momento che Ranuccio Farnese mantenne la confisca del feudo di San Secondo che fu retto da un podestà di nomina ducale. Per tali motivi Pier Maria non poté risiedere nella Rocca dei Rossi, dimora dei suoi avi, né entrare in San Secondo, ma soggiornò nella villa di Farfengo, nel Cremonese.
Morì a Farfengo nel 1653, non avendo egli eredi, lasciò il titolo di marchese al fratello Scipione I de' Rossi.

## Ascendenza
|                                                        |                                                        |                                                           | Genitori                             |  |  | Nonni |  |  | Bisnonni                                         |  |  | Trisnonni                                            |  |
|                                                        |                                                        |                                                           |                                      |  |  |       |  |  | Troilo II de' Rossi, III marchese di San Secondo |  |  | Pier Maria III de' Rossi, II marchese di San Secondo |  |
|                                                        |                                                        |                                                           |                                      |  |  |       |  |  | Troilo II de' Rossi, III marchese di San Secondo |  |  | Pier Maria III de' Rossi, II marchese di San Secondo |  |
|                                                        |                                                        | Camilla Gonzaga di Vescovato                              |                                      |  |  |       |  |  | Troilo II de' Rossi, III marchese di San Secondo |  |  |                                                      |  |
| Pietro Maria de' Rossi                                 |                                                        |                                                           |                                      |  |  |       |  |  | Troilo II de' Rossi, III marchese di San Secondo |  |  |                                                      |  |
|                                                        |                                                        | Eleonora Rangoni                                          | Uguccione Rangoni                    |  |  |       |  |  |                                                  |  |  |                                                      |  |
|                                                        |                                                        | Eleonora Rangoni                                          | Uguccione Rangoni                    |  |  |       |  |  |                                                  |  |  |                                                      |  |
|                                                        |                                                        | Eleonora Rangoni                                          | Lucrezia Rangoni                     |  |  |       |  |  |                                                  |  |  |                                                      |  |
| Federico I de' Rossi, V marchese di San Secondo        |                                                        | Eleonora Rangoni                                          |                                      |  |  |       |  |  |                                                  |  |  |                                                      |  |
|                                                        |                                                        | Scipione Simonetta, conte palatino                        | Alessandro Simonetta, conte palatino |  |  |       |  |  |                                                  |  |  |                                                      |  |
|                                                        |                                                        | Scipione Simonetta, conte palatino                        | Alessandro Simonetta, conte palatino |  |  |       |  |  |                                                  |  |  |                                                      |  |
|                                                        |                                                        | Scipione Simonetta, conte palatino                        | Antonia Castiglioni                  |  |  |       |  |  |                                                  |  |  |                                                      |  |
| Isabella Simonetta                                     |                                                        | Scipione Simonetta, conte palatino                        |                                      |  |  |       |  |  |                                                  |  |  |                                                      |  |
|                                                        |                                                        | Margherita Brivio                                         | Dionigi Brivio, patrizio milanese    |  |  |       |  |  |                                                  |  |  |                                                      |  |
|                                                        |                                                        | Margherita Brivio                                         | Dionigi Brivio, patrizio milanese    |  |  |       |  |  |                                                  |  |  |                                                      |  |
|                                                        |                                                        | Margherita Brivio                                         | Isabella della Pusterla              |  |  |       |  |  |                                                  |  |  |                                                      |  |
| Pietro Maria IV de' Rossi, VII marchese di San Secondo |                                                        | Margherita Brivio                                         |                                      |  |  |       |  |  |                                                  |  |  |                                                      |  |
|                                                        | Fabio Pepoli, conte di Castiglione, Baragazza e Sparvo | Girolamo Pepoli, conte di Castiglione, Baragazza e Sparvo |                                      |  |  |       |  |  |                                                  |  |  |                                                      |  |
|                                                        | Fabio Pepoli, conte di Castiglione, Baragazza e Sparvo | Girolamo Pepoli, conte di Castiglione, Baragazza e Sparvo |                                      |  |  |       |  |  |                                                  |  |  |                                                      |  |
|                                                        | Fabio Pepoli, conte di Castiglione, Baragazza e Sparvo | Giulia Conti                                              |                                      |  |  |       |  |  |                                                  |  |  |                                                      |  |
| Taddeo Pepoli                                          | Fabio Pepoli, conte di Castiglione, Baragazza e Sparvo |                                                           |                                      |  |  |       |  |  |                                                  |  |  |                                                      |  |
|                                                        |                                                        | Isabella Manfrone                                         | Giampaolo Manfrone                   |  |  |       |  |  |                                                  |  |  |                                                      |  |
|                                                        |                                                        | Isabella Manfrone                                         | Giampaolo Manfrone                   |  |  |       |  |  |                                                  |  |  |                                                      |  |
|                                                        |                                                        | Isabella Manfrone                                         | Lucrezia Gonzaga di Bozzolo          |  |  |       |  |  |                                                  |  |  |                                                      |  |
| Orsina Pepoli                                          |                                                        | Isabella Manfrone                                         |                                      |  |  |       |  |  |                                                  |  |  |                                                      |  |
|                                                        |                                                        | Annibale Campeggi, conte di Dozza                         | Antonio Maria Campeggi               |  |  |       |  |  |                                                  |  |  |                                                      |  |
|                                                        |                                                        | Annibale Campeggi, conte di Dozza                         | Antonio Maria Campeggi               |  |  |       |  |  |                                                  |  |  |                                                      |  |
|                                                        |                                                        | Annibale Campeggi, conte di Dozza                         | Francesca Gozzadini                  |  |  |       |  |  |                                                  |  |  |                                                      |  |
| Diamante Campeggi, contessa di Dozza                   |                                                        | Annibale Campeggi, conte di Dozza                         |                                      |  |  |       |  |  |                                                  |  |  |                                                      |  |
|                                                        |                                                        | Orsina Dalla Volta                                        | Bartolomeo Dalla Volta               |  |  |       |  |  |                                                  |  |  |                                                      |  |
|                                                        |                                                        | Orsina Dalla Volta                                        | Bartolomeo Dalla Volta               |  |  |       |  |  |                                                  |  |  |                                                      |  |
|                                                        |                                                        | Orsina Dalla Volta                                        | Alessandra Bianchini                 |  |  |       |  |  |                                                  |  |  |                                                      |  |
|                                                        |                                                        | Orsina Dalla Volta                                        |                                      |  |  |       |  |  |                                                  |  |  |                                                      |  |